# Kolbung
Kolbung is een dorpscommissie (Engels: village development committee, afgekort VDC; Nepalees: panchayat) in het oosten van Nepal, gelegen in het district Ilam in de Mechi-zone. Ten tijde van de volkstelling van 2001 had het een inwoneraantal van 4820 personen, verspreid over 986 huishoudens; in 2011 waren er 4925 inwoners, verspreid over 1134 huishoudens.